# Kibara rennerae
Kibara rennerae är en tvåhjärtbladig växtart som beskrevs av W.N.Takeuchi. Kibara rennerae ingår i släktet Kibara och familjen Monimiaceae. Inga underarter finns listade i Catalogue of Life.